# Евреинов, Михаил Григорьевич
Михаил Григорьевич Евреинов (1805—1871) — инженер-генерал-лейтенант русской армии, управляющий Петергофскими дворцами.

## Биография
Родился 10 (22) августа 1805 года в семье чиновника 9-го класса Григория Михайловича Евреинова, который 12 сентября 1804 года венчался в церкви Вознесения Господня при Адмиралтейских слободах с Анной Ивановной Дитерлих.
Образование получил в Институте Корпуса путей сообщения, откуда 16 июля 1824 года был выпущен прапорщиком в полевые инженеры.
В 1831 году принимал участие в военных действиях против восставших поляков, отличился при штурме Варшавского предместья Праги и под Плоцком. Был награждён орденом Св. Анны 3-й степени с бантом и польским знаком отличия за военное достоинство (Virtuti Militari) 4-й степени, а в следующем году получил орден Св. Владимира 4-й степени с бантом.
В 1847 году произведён в полковники; 25 января 1856 года получил чин генерал-майора с назначением начальником инженеров войск в Эстляндии расположенных, старшинство в чине установлено с 26 августа 1856 года.
В 1859 году Евреинов был назначен управляющим Петергофским дворцовым правлением; 4 апреля 1865 года получил чин генерал-лейтенанта.
Скончался 23 октября (4 ноября) 1871 года в Петергофе от расстройства легких и печени, похоронен в приделе Троицкой церкви в Старом Петергофе.

## Награды
Среди прочих наград Евреинов имел ордена:
- Орден Святой Анны 3-й степени с бантом (1831 год)
- Польский знак отличия за военное достоинство (Virtuti Militari) 4-й степени (1831 год)
- Орден Святого Владимира 4-й степени с бантом (1832 год)
- Орден Святого Станислава 2-й степени (1838 год, императорская корона к этому ордену пожалована в 1844 году)
- Орден Святой Анны 2-й степени с мечами (1846 год, императорская корона к этому ордену пожалована в 1853 году)
- Орден Святого Георгия 4-й степени (за беспорочную выслугу 25 лет в офицерских чинах, 26 ноября 1849 года, № 8207 по кавалерскому списку Григоровича — Степанова)
- Орден Святого Владимира 3-й степени (1854 год)
- Орден Святого Станислава 1-й степени (1860 год)
- Орден Святой Анны 1-й степени с мечами (1867 год)

## Семья
Женился 16 января 1835 года на дочери купца 1-й гильдии Ольге Андреевне Косиковской (29.07.1811—12.04.1875). 
Их дети:
- Ольга Михайловна (1837—1921, Краснодар). В первом браке замужем за Иосифом (Осипом) Фроловичем Доливо-Добровольским (1824—1900, Висбаден), полковником Лейб-гвардии Гатчинского полка, директором Гатчинского сиротского института, действительным статским советником. Их дети: Михаил; Александр (1866–1932), офицер, этнограф, дипломат; Борис, Ольга (1875–1948); Тамара (1877–1962); Михаил-«младший» (1878–1933) Доливо-Добровольские. Во втором  браке (с 1882) — за Дмитрием Михайловичем Петрококкино (1842—1887).
- Юрий Михайлович (04.02.1841—?)
- Анна Михайловна (1844—1917), юрист, первая из русских женщин, получившая степень доктора права.
- Ерминия Михайловна (11.11.1845—1899, Варшава). Ее муж — Георгий Александрович Бороздин.  Их дочь — Ерминия Юрьевна Бороздина (?—1897) была замужем за Александром Ефимовичем Жданко. Внучка — Ерминия Александровна Жданко, участница экспедиции Брусилова.